# JeanRichard (entreprise)
Pour les articles homonymes, voir Jeanrichard.
JeanRichard est un fabricant de montre suisse revendiquant l'héritage de Daniel Jeanrichard. 

## Historique
Dès 1679, âgé de quatorze ans, Daniel Jeanrichard s'intéresse à l'horlogerie et étudie le mécanisme d'une montre anglaise tombée en panne. Deux ans plus tard cet autodidacte fonde son propre atelier dans la région de Neuchâtel en Suisse. Considéré comme un pionnier de l'horlogerie dans la région, il conçoit les outils et machines nécessaires à la fabrication des montres et transmet son savoir à sa descendance.
En 1988, l'atelier est racheté par le groupe Sowind qui permet à la marque de se développer à l'international.

## Modèles
Partenaire du club de football d'Arsenal depuis 2014, JeanRichard propose un modèle aux couleurs du club, la Terrascope Chrono Carbone Arsenal, édition limitée à cinquante exemplaires.